# Noreen Murray
Noreen Elizabeth, Lady Murray CBE FRS FRSE (de soltera Parker; 26 de febrero de 1935-12 de mayo de 2011) fue una genetista molecular inglesa pionera en la tecnología del ADN recombinante (ingeniería genética) al crear una serie de vectores bacteriófagos lambda en los que se podían insertar y expresar genes para examinar su función. Durante su carrera fue reconocida internacionalmente como pionera y una de las genetistas moleculares británicas más distinguidas y respetadas. Hasta su jubilación en 2001 ocupó una cátedra personal de genética molecular en la Universidad de Edimburgo. Fue presidenta de la Sociedad Genética, vicepresidenta de la Royal Society y miembro del Comité de Honores de Ciencia y Tecnología del Reino Unido.

## Educación
Noreen Parker creció en el pueblo de Read, Lancashire, y desde los cinco años en Bolton-le-Sands. Estudió en el Lancaster Girls' Grammar School, en el King's College London (licenciatura), y se doctoró en la Universidad de Birmingham en 1959.

## Carrera profesional
Murray fue una investigadora comprometida. Trabajó en la Universidad de Stanford, la Universidad de Cambridge y el Consejo de Investigación Médica (Reino Unido) antes de incorporarse al cuerpo docente de la Universidad de Edimburgo en 1967. Se trasladó brevemente al Laboratorio Europeo de Biología Molecular de 1980 a 1982, pero regresó a Edimburgo, donde obtuvo una cátedra personal de genética molecular en 1988. En Edimburgo realizó una considerable labor centrada en el descubrimiento de los mecanismos y la biología de las enzimas de restricción, y su adaptación como herramientas que sustentan la investigación biológica moderna. Destacan sus numerosas publicaciones como autora única; por lo general, fue la principal instigadora y la única colaboradora técnica. En 1968, Noreen se interesó por el fenómeno de la restricción controlada por el huésped (la capacidad de las células bacterianas para "restringir" el ADN extraño) y decidió estudiar este fenómeno en Escherichia coli utilizando el bacteriófago lambda y sus conocimientos de genética de bacteriófagos.
Estaba casada con Sir Kenneth Murray, también destacado bioquímico, con quien ayudó a desarrollar una vacuna contra la hepatitis B, la primera vacuna genéticamente modificada aprobada para uso humano. Ella, Ken y su colega Bill Brammar lideraron el desarrollo de la ingeniería genética, situando al Reino Unido a la cabeza de la revolucionaria investigación sobre el ADN. Noreen y Ken fueron de los primeros en darse cuenta de que la capacidad de cortar el ADN con enzimas de restricción hacía posible unir diferentes moléculas de ADN para producir moléculas de ADN recombinante y clonar secuencias de ADN. Su trabajo tuvo un impacto duradero y dio forma a todas las áreas de la biología y la biotecnología. En los trabajos que publicaron juntos, las contribuciones de Noreen son claramente identificables: ella es la genetista, él el bioquímico.
Su necrológica describe el impacto que tuvo en sus compañeras científicas en su lugar de trabajo. "Sus logros se produjeron en una época en la que no siempre era fácil para las mujeres hacer carrera en la ciencia, y es una medida de su capacidad y determinación que llegara a la cima de su profesión a pesar de enfrentarse en ocasiones a los prejuicios inconscientes de la clase científica. Quizá por ello, Noreen estaba especialmente atenta a las carreras de sus colegas femeninas y se alegraba de sus éxitos". "Fue una mentora excepcional para quienes trabajaron con ella o a su alrededor.
En 1983, la pareja creó el Darwin Trust de Edimburgo. A este fideicomiso donaron los ingresos por derechos de autor de la vacuna contra la hepatitis B. La organización benéfica apoya la educación y la investigación en ciencias naturales. Este fideicomiso ha aportado fondos para la construcción de la Biblioteca Darwin de la Universidad de Edimburgo, ha contribuido a la construcción del edificio Michael Swann y ha concedido numerosas becas para ayudar a posgraduados y estudiantes extranjeros a estudiar en Edimburgo. En 2009, Noreen entró a formar parte del grupo asesor de la empresa de biociencia de Edimburgo BigDNA, que diseña y desarrolla vacunas basadas en el fago lambda portador de vacunas basadas en el ADN.
La Biblioteca Noreen y Kenneth Murray se construyó en el King's Buildings Science Campus de la Universidad de Edimburgo, en reconocimiento a las distinguidas carreras de la pareja y a su compromiso con el avance de la ciencia y la ingeniería.

## Muerte
En 2010 le diagnosticaron una forma de enfermedad motoneuronal. En 2011, a pesar de no poder hablar, siguió trabajando y ocupándose de la correspondencia a través de notas. Murió con Ken a su lado en el hospicio Marie Curie de Edimburgo el 12 de mayo de 2011, a los 76 años.

## Premios y honores
Sus numerosas contribuciones a la ciencia han sido recompensadas con becas de las Reales Sociedades de Edimburgo y Londres. Lady Murray fue elegida miembro de la Royal Society en 1982  y de la Royal Society of Edinburgh en 1989. Es doctora honoris causa por la Universidad de Warwick, el Instituto de Ciencia y Tecnología de la Universidad de Mánchester, la Universidad de Birmingham y la Universidad de Lancaster. También recibió la cátedra Fred Griffith Review de la Society for General Microbiology y en 1989, por su trabajo con el fago lambda, la Medalla Gabor de la Royal Society.
Fue nombrada Comendadora de la Orden del Imperio Británico en la lista de Honores de Año Nuevo de 2002.
La Biblioteca Noreen y Kenneth Murray del complejo King's Buildings de la Universidad de Edimburgo lleva su nombre en su honor.